# Hydnocarpus woodii
Hydnocarpus woodii är en tvåhjärtbladig växtart som beskrevs av Merrill. Hydnocarpus woodii ingår i släktet Hydnocarpus och familjen Achariaceae. Inga underarter finns listade i Catalogue of Life.